# Весела, Яна
Я́на Ве́села (чеш. Jana Veselá; 31 декабря 1983, Прага, Чехословакия) — чешская профессиональная баскетболистка, выступавшая в женской национальной баскетбольной ассоциации за команду «Сиэтл Шторм», в составе которой она стала чемпионкой лиги в 2010 году. Играла на позиции лёгкого форварда.

## Клубы
Выступала за пражские «Спарту» (2000—2001) и УСК (2001—2003). Затем с 2003 по 2008 за «Гамбринус» из Брно, в его составе неоднократно становилась чемпионкой Чехии, а также участвовала в Евролиге, где была финалисткой и чемпионкой. С 2008 по 2010 выступала за «Валенсию», затем играла за команду WNBA «Сиэтл Шторм», стала с ней чемпионкой, сыграв 29 матчей в регулярном сезоне и 6 в серии плей-офф. В том же 2010 вернулась в «Валенсию», стала с ней чемпионкой Испании и Евролиги сезона 2011/12.

## Национальная сборная
С 2001 года выступает за сборную Чехии. Участница Олимпийских игр в Афинах и Пекине, чемпионка Европы 2005, вице-чемпионка Европы 2003, вице-чемпионка мира 2010.

## Достижения
- Чемпионка WNBA: 2010
- Чемпионка Евролиги: 2006, 2012, 2015
- Финалистка Евролиги: 2005
- Серебряный призёр Мировой лиги ФИБА: 2005
- Чемпионка Чехии: 2004, 2005, 2006, 2007
- Чемпионка Испании: 2012
- Чемпионка мира среди юниорок: 2001